# Warhammer: Chaosbane
Warhammer: Chaosbane (с англ. — «Боевой молот: Бич Хаоса») — компьютерная игра, в жанре Action/RPG и Hack and slash, разработчиком выступила французская студия Eko Software, издателем — Bigben Interactive. Сюжет и механика игры основаны на настольном варгейме Warhammer Fantasy студии Games Workshop. Игра вышла 31 мая 2019 года на платформах Microsoft Windows и Xbox One, 4 июня — на PlayStation 4.

## Сюжет
2301 год. Всеизбранный чемпион Асавар Кул, объединив варварские племена Пустошей Хаоса, вторгся в человеческое королевство Кислев и взял штурмом его столицу Прааг. Объединённая армия людей, гномов и эльфов под руководством дворянина Магнуса разбила вражеские орды, а Кул пал от его руки.
После победы победитель был коронован в качестве императора Магнуса Праведного и возвратился в столицу Империи — город Нульн, где стал жертвой покушения. Спасти его жизнь и остановить новое вторжение Хаоса могут только четыре героя, отметившиеся в битве при Прааге.

## Игровой процесс
Действие игры разворачивается в ходе четырёх актов, в которых игроку предстоит посетить четыре локации и одолеть четырёх боссов — великих демонов богов Хаоса:
- Канализации Нульна. Великий демон бога болезней и разложения Нургла — Великий Нечистый (англ. Great Unclean One).
- Прааг. Великий демон бога войны Кхорна — Кровожад (англ. Bloodthirster).
- Лес Ножей в Норске. Великий демон бога страсти и удовольствий Слаанеш — Хранитель Секретов (англ. Keeper of Secrets).
- Расположенная в Царстве Хаоса крепость Алтарь Лжи. Великий демон бога перемен и изменений Тзинча — Повелитель Перемен (англ. Lord of Change).

На выбор имеются следующие герои:
- берсеркер Браги Грызущий Секиру (Гномы).
- маг Элонтир (Высшие эльфы).
- лучница Элесса (Лесные эльфы).
- солдат Конрад Воллен (Империя).
- охотник на ведьм Юрген Хайдер (Империя). Добавляется как DLC.

Каждый из героев имеет собственный набор умений, активную способность, броню и оружие. Показатели героя (атака, броня, шанс критического удара, уровень здоровья и энергии, и т. д.) обеспечиваются экипировкой, имеющей ограничения по уровням. Для каждого из четырёх героев прописаны собственные диалоги и реплики.
Герои не могут менять тип оружия, присущий его классу: парные топоры (гном), меч и щит (солдат), посох и меч (эльф), лук (эльфийка). Ненужные предметы можно только отдавать Гильдии коллекционеров, а по достижении ранга в ней можно получить новое пассивное умение или деньги. Внутриигрового магазина в игре нет. Также существует возможность зачаровывать вещи для улучшения их параметров с помощью золота и выпадающих из поверженных противников фрагментов. С помощью этих фрагментов можно также разблокировать баффы, усиливающие персонажа на постоянной основе.
После прохождения сюжетной кампании игрок может взять нового персонажа, при этом сохранив собранные ресурсы. Также станут доступными режимы Boss Rush, Relic Hunt (подземелье с несколькими уровнями сложности) и Expedition Mode (генерируемые карты, рассчитанные на совместное прохождение).

## Разработка
| Системные требования     | Системные требования                                     | Системные требования                                    |
| ------------------------ | -------------------------------------------------------- | ------------------------------------------------------- |
|                          | Минимальные                                              | Рекомендуемые                                           |
| Microsoft Windows, Linux |                                                          |                                                         |
| ОС                       | Windows 7 / 8 / 10 (64-bit)                              | Windows 7 / 8 / 10 (64-bit)                             |
| ЦПУ                      | Intel Core i3 или AMD Phenom™ II X3                      | Intel Core i5 или AMD FX 8150                           |
| Объём ОЗУ                | 6.0 ГБ                                                   | 6.0 ГБ                                                  |
| Место на диске           | 20 ГБ                                                    | 20 ГБ                                                   |
| Видеокарта               | NVIDIA GeForce GTX 660 или AMD Radeon HD 7850 с 2 GB RAM | NVIDIA GeForce GTX 780 или AMD Radeon R9 290 с 2 GB RAM |
| Устройства ввода         | клавиатура, компьютерная мышь                            | клавиатура, компьютерная мышь                           |

1 июня 2018 года игровой издатель Bigben Interactive анонсировал игру в жанре action/RPG под названием Warhammer: Chaosbane, разработкой которой была доверена Eko Software, ранее создавшей игру How to survive. Сценаристом игры стал автор «Black Library» Майк Ли, композитор — Ченс Томас.
В марте и апреле 2019 года в два этапа прошло закрытое бета-тестирование игры, участие в которой предоставлялось при оформлении предзаказа игры.
После релиза игры Eko Software планировала выпустить бесплатные патчи и платное дополнение, в котором появится фракция Царей гробниц.

## Отзывы
| Сводный рейтинг | Сводный рейтинг | Сводный рейтинг |
| Издание         | Оценка          | Оценка          |
| Издание         | PC              | PS4             |
| --------------- | --------------- | --------------- |
| GameRankings    | 68,92 %         | 66,42 %         |

Рейтинг игры на агрегаторе рецензий Metacritic составлял: ПК — 72 балла (на основании 20 рецензий), PS 4 — 64 (18), Xbox — 71 (4).
Журналист «IGN» Ти-Джей Хейфер дал игре 8.7 балла из 10 возможных.
Журналист издания «Stopgame» Кирилл Волошин удостоил игру оценкой «Проходняк». Похвалу получили разнообразие навыков, ряд игровых нововведений, зрелищные сражения и уникальность каждого героя, критике подверглись дисбаланс классов, однообразие игрового процесса и повторяющиеся локации.
Обозреватель украинского интернет-издания «itc.ua» Олег Данилов оценил игру на 3 балла из 5 возможных. Положительными сторонами игры он посчитал графическое оформление и разнообразие героев, отрицательными — небольшую продолжительность и однообразность.